# Thượng Quan (họ)
Thượng Quan (chữ Hán: 上官, Bính âm: Shangguan) là một họ của người Trung Quốc. Thượng Quan là một trong 60 họ kép (gồm hai chữ) trong danh sách Bách gia tính.

## Người Trung Quốc họ Thượng Quan nổi tiếng
- Thượng Quan Kiệt, đại thần nhà Tây Hán
- Hiếu Chiêu Thượng Quan hoàng hậu, cháu gái của Thượng Quan Kiệt và là Hoàng hậu của Hán Chiêu Đế
- Thượng Quan quận hầu, quận hầu quận Phượng Tiên, nhân vật trong Tây Du Ký
- Thượng Quan Nghi, đại thần nhà Đường
- Thượng Quan Uyển Nhi, cháu gái của Thượng Quan Nghi, nhà thơ và là thứ phi của Đường Trung Tông
- Thượng Quan Kiếm Nam, cao thủ võ lâm, bang chủ Thiết Chưởng bang, nhân vật trong Xạ Điêu Anh Hùng truyện
- Thượng Quan Chu, họa sĩ thời nhà Thanh
- Thượng Quan Vân Tương, thượng tướng quân đội Quốc dân đảng Trung Quốc